# Nicolas Coeffeteau
Nicolas Coeffeteau, né à Château-du-Loir (dans le Maine) en 1574 et mort à Paris le 21 avril 1623, est un prédicateur et théologien français, également homme de lettres, historien et traducteur, considéré en son temps comme un grand prosateur de la langue française et dont la pureté de langage servit de modèle à Vaugelas.

## Sa vie et son œuvre
Il entre au couvent dominicain de Sens en 1588 et poursuit ses études au collège du couvent de Saint-Jacques de Paris, où il commence à enseigner la philosophie en 1595. Reçu docteur en théologie en 1600, il est tout à tour régent de théologie, prieur et vicaire général de la congrégation. Il se fait connaître pour ses prédications à Blois, Chartres, Angers et Paris. Il est nommé aumônier de Marguerite de Valois en 1602, puis prédicateur ordinaire de Henri IV en 1608. En 1614, il fait paraître le premier d'une série d'ouvrages polémiques dirigés contre les protestants. Ami de Malherbe et des hommes de lettres, il publie en 1615 une traduction remarquée de l’Histoire romaine de Florus. Le 12 juin 1617, il devient évêque titulaire de Dardanie (de) et administrateur du diocèse de Metz. Sa mauvaise santé l’empêche de se rendre à Marseille, où il est nommé évêque en 1621. Après son Tableau des passions humaines, paru en 1620, son Histoire romaine est publiée en 1621.
C'est surtout à ce dernier ouvrage, réédité plus de cinquante fois au cours du XVIIe siècle, que Nicolas Coeffeteau doit sa renommée en tant que prosateur. Dominique Bouhours dit à son propos :

« Desportes, Du Perron, Malherbe, Coëffeteau reformèrent le langage de Ronsard, & d’Amyot, comme Ronsard & Amyot avoient reformé le langage de ceux qui les avoient precedez. Coëffeteau tient le premier rang parmi ces derniers reformateurs : il embellît fort la langue ; et le stile de son Histoire Romaine sembloit si pur à Vaugelas, qu’il ne pouvoit presque recevoir de phrase qui n’y fût employée ; et qu’à son jugement, si nous en croyons Balzac, il n’y avoit point de salut hors de l’Histoire Romaine, non plus que hors de l’Église Romaine. »

## Principaux ouvrages
- Premier Essay des questions théologiques traitées en nostre langue selon le stile de S. Thomas et des autres scolastiques (Paris : François Huby, 1608, et non 1607, comme on l'écrit souvent) - à noter que la Sorbonne lui aurait interdit de poursuivre la publication de ce premier essai.
- Harangue funebre prononcee à Paris en l'église de sainct Benoist, au service faict pour le repos de l'âme de Henry IIII (1610). Texte en ligne :
- Response au livre intitulé Le Mystère d'iniquité, du sieur Du Plessis (1614)
- Response au manifeste publié par les Perturbateurs du repos de l'Estat (1617). Texte en ligne :
- Tableau des passions humaines, de leurs causes et de leurs effets (1620). Texte en ligne :
- Examen du livre du sieur Du Plessis contre la messe, composé il y a environ dix-huit ans par messire Jacques Davy, maintenant cardinal Du Perron et publié par messire Nicolas Coeffeteau (1620)
- Œuvres du R. P. en Dieu F. Nic. Coëffeteau, contenant un nouveau Traicté des noms de l'Eucharistie, auquel est refuté tout ce que les Srs Du Plessis, Casaubon et M. Pierre Dumoulin, ministre de Charenton, ont escrit sur ce sujet contre la doctrine de l'Église, avec divers autres traictez ci-devant publiez par le mesme autheur (1622)
- Histoire romaine, contenant tout ce qui s'est passé de plus mémorable depuis le commencement de l'empire d'Auguste, jusqu'à celui de Constantin le Grand. Avec l'Épitome de Florus (1623). Texte en ligne : . Mode texte :
- Les Merveilles de la Sainte Eucharistie discourues et défendues contre les infidelles (1606 - à Paris Chez François Huby)

Traductions
- Histoire romaine de Lucius Annaeus Florus mise en nostre langue par F. Nicolas Coeffeteau (1615)
- La Montaigne Saincte de la tribulation, qui est un traicté des afflictions et de leurs remèdes, composé premièrement en italien par le Révérend Père Jacques Affinati, et puis mis en françois par F.-N. Coeffeteau (traduit de Giacomo Affinati d'Acuto, 1620)
- Histoire de Poliarque et d'Argénis, par F. N. Coeffeteau évêque de Marseille (traduction abrégée de l’ouvrage de Jean Barclay, 1624)
- Tableau de la pénitence de la Magdeleine, par F. Nicolas Coëffeteau. Nouvelle édition enrichie de plusieurs discours (traduction de L'Homélie de la Magdeleine d’Origène, 1625)